# Laira
Laira es un personaje ficticio del Universo DC. Ella era una Linterna Verde humanoide femenina con piel morada y cabello castaño rojizo del planeta Jayd.

## Historial de publicaciones
Apareció por primera vez en Green Lantern Corps Quarterly #6 (otoño de 1993) en la historia titulada "¿Qué precio tiene el honor?", escrita por Rubén Díaz.

## Historia
Laira es del planeta Jayd en el sector espacial 112. Ella es entrenada por su padre Kentor Omoto para asumir su papel como soldado de los Guardianes del Universo; una Linterna Verde de su sector.Después de la desaparición de su padre durante la Crisis en Tierras Infinitas y la proclamación por parte de los Guardianes de que está muerto, ella es considerada para el puesto de portadora del anillo y Linterna Verde de su sector. Su instructor resulta ser Ke'Haan de Varva: el segundo al mando de Kilowog, conocido por su duro entrenamiento. Ansiosa por complacer y encontrar un espíritu de honor afín dentro de su maestra, se convierte en su alumna más preciada.
Para completar su entrenamiento, Laira es enviada a la ciudad de X'ol en su planeta natal, donde debe enfrentarse a su padre, que en realidad no está muerto. Más tarde es descubierta por Hal Jordan y Guy Gardner reformados que están cautivos por los Manhunters con los otros "Lost Lanterns", incluidos Kreon y Tomar-Tu.Con la ayuda de Jordan y Gardner, los Lost Lanterns pusieron fin al planeta Manhunter de Biot y regresaron a Oa. Luego ella retoma sus funciones como Linterna Verde de su sector.
Durante el evento Sinestro Corps War, Laira y los Lost Lanterns acuden en ayuda de Hal Jordan en Qward.El grupo se divide, con Laira, Ke'Haan y Boodikka buscando a Ion, y Hal, Graf Toren y Tomar-Tu buscando a John Stewart y Guy Gardner.El grupo de Laira se encuentra con el Anti-Monitor, quien mata a Ke'Haan, pero pueden recuperar a Ion y regresar a Oa.
Después de evitar la invasión de Coast City por parte de los Sinestro Corps, Laira visita la Cripta de los Linternas Verdes para llorar la muerte de Ke'Haan. Hannu le revela a Boodikka su atracción mutua, pero explica que (antes de su muerte) Ke'Haan rechaza a Laira porque tiene una familia en su planeta de origen. Laira y los Lost Lanterns partieron a su mundo natal para darle la noticia de su muerte, solo para descubrir que su familia ha sido asesinada por el miembro de Sinestro Corps, Amon Sur. El asesino se somete voluntariamente a los Lanterns para que se difundan las noticias de sus acciones. Enfurecida por esto, Laira mata a Amon.Posteriormente, Laira es detenida en Oa, mientras los Linternas que habían visto su crimen testifican en su contra. Ella es puesta bajo la custodia de los Alpha Lanterns recién fundados y juzgada por los Guardianes, quienes la declaran culpable y la despojan de su anillo de poder.
Después de su juicio, Laira es organizada siendo transportada de regreso por Hannu a su mundo natal, Jayd. Sin embargo, un anillo de poder rojo ataca su nave y elige a Laira como su portadora; convirtiéndola en la segunda Red Lantern.Bajo la influencia de la luz roja, la personalidad de Laira degenera hasta el punto de convertirse en poco más que una bestia gruñona; obsesionado con la venganza contra Sinestro y sin mostrar reconocimiento cuando se enfrenta a Hal Jordan y John Stewart.Durante una escaramuza en el planeta prisión Ysmault con múltiples Linternas, Hal logró alcanzar a Laira, quien pudo ver más allá de su ira y recuperó algo de control, incluso pidiendo ayuda a Jordan, pero ella es asesinada por Sinestro. Al enterarse de su desaparición, los Guardianes la ven muriendo en desgracia como una Red Lantern y renegada a pesar de las protestas de Jordan.
Tras el ascenso de Nekron y el Black Lantern Corps, un Anillo de Linterna Negra se adhirió al cadáver de Laira y ella revivió como una Linterna Negra. Después de la derrota de Nekron a manos de Hal Jordan y su recién formado White Lantern Corps, el anillo de Laira fue destruido, convirtiéndola en un cadáver.
Se hace referencia al juicio de Laira en The New 52, en Green Lantern Corps (vol. 3) #9.En DC Rebirth, ella se la ve entre los Linternas Verdes caídos en el Espacio Esmeralda.

## En otros medios
- Laira aparece en la película de antología de 2011, Green Lantern: Emerald Knights, con la voz de Kelly Hu.
- Laira hace un cameo sin hablar en Green Lantern: Beware My Power como uno de varios Green Lanterns asesinados por Sinestro y un poseído Hal Jordan.